# Appelvruchtsteker
De appelvruchtsteker (Tatianaerhynchites aequatus) is een keversoort uit de familie Rhynchitidae. De wetenschappelijke naam van de soort is voor gepubliceerd in 1767 door Linnaeus.